# یونی‌راک اپن ایر فستیوال
یونی‌راک اپن ایر فستیوال (به انگلیسی: Unirock Open Air Festival) نام یک فستیوال موسیقی متال است که تابستان‌ها در استانبول ترکیه برگزار می‌شود. نزدیک به ۴۰۰۰۰نفر دراولین دو سال برگزاری این فستیوال شرکت کرده‌اند. تاکنون گروه‌های مشهوری چون تستمنت، آمن امارث، اپث، آرچ انمی و کریتور در این فستیوال شرکت کرده‌اند.
یکی از اهداف فستیوال یونی راک، حمایت، پشتیبانی و متحد کردن گروه‌ها و وهواداران متال از سراسر جهان عنوان شده‌است. گروه‌هایی که در این فستیوال شرکت کرده‌اند، گروههایی از خاورمیانه چون آرسامس از ایران، بایلوکیت از اردن، ارفند لند از اسرائیل و گروه یونانی روتینگ کریست همگی اتحاد و همبستگی خود را با مردم ترکیه پس از وقوع زلزله در سال ۱۹۹۹ اعلام کرده‌اند.

## یونی‌راک

### ۲۰۰۸
تاریخ: ۲۰، ۲۱ و ۲۲ ژوئن ۲۰۰۸

مکان: ترکیه، استانبول پارکرمن

گروه‌های حاضر: تستمنت، اپث، پنتاگرام، ارفند لند، مالت، موریبند ابلیویند، کتافالک، سل سکریفایز، فالس این تروث، کراس‌فایر، افلیکشن، دیفینتیو، التونا، ابستینسی، آنلیش، هرتیک سل، اینسیتنس، پرایم آبجکت.

### ۲۰۰۹
تاریخ: ۱۷، ۱۸ و ۱۹ ژوئیه ۲۰۰۹

مکان: ترکیه، استانبول

گروه‌های حاضر: آرچ انمی، کریتور، آمن امارث، پارادایز لاست، فایرویند، روتینگ کریست، آرسامس، کتافالک، سل سکریفایز، پیک‌پاکت، اپیسود 13، یوسی‌کی گریند، رمپیج، مجیلوم، سینتز ان سینرز، بایلوکیت، وان بالت لفت، دث بلو، آندرتیکرز، موشفیت پراجکت،